# Obstétrique
 (décembre 2024).
La mise en forme du texte ne suit pas les recommandations de Wikipédia : il faut le « wikifier ».
Les points d'amélioration suivants sont les cas les plus fréquents. Le détail des points à revoir est peut-être précisé sur la page de discussion.
- Les titres sont pré-formatés par le logiciel. Ils ne sont ni en capitales, ni en gras.
- Le texte ne doit pas être écrit en capitales (les noms de famille non plus), ni en gras, ni en italique, ni en « petit »…
- Le gras n'est utilisé que pour surligner le titre de l'article dans l'introduction, une seule fois.
- L'italique est rarement utilisé : mots en langue étrangère, titres d'œuvres, noms de bateaux, etc.
- Les citations ne sont pas en italique mais en corps de texte normal. Elles sont entourées par des guillemets français : « et ».
- Les listes à puces sont à éviter, des paragraphes rédigés étant largement préférés. Les tableaux sont à réserver à la présentation de données structurées (résultats, etc.).
- Les appels de note de bas de page (petits chiffres en exposant, introduits par l'outil «  Source ») sont à placer entre la fin de phrase et le point final[comme ça].
- Les liens internes (vers d'autres articles de Wikipédia) sont à choisir avec parcimonie. Créez des liens vers des articles approfondissant le sujet. Les termes génériques sans rapport avec le sujet sont à éviter, ainsi que les répétitions de liens vers un même terme.
- Les liens externes sont à placer uniquement dans une section « Liens externes », à la fin de l'article. Ces liens sont à choisir avec parcimonie suivant les règles définies. Si un lien sert de source à l'article, son insertion dans le texte est à faire par les notes de bas de page.
- La présentation des références doit suivre les conventions bibliographiques. Il est recommandé d'utiliser les modèles {{Ouvrage}}, {{Chapitre}}, {{Article}}, {{Lien web}} et/ou {{Bibliographie}}. Le mode d'édition visuel peut mettre en forme automatiquement les références.
- Insérer une infobox (cadre d'informations à droite) n'est pas obligatoire pour parachever la mise en page.

Pour une aide détaillée, merci de consulter Aide:Wikification.
Si vous pensez que ces points ont été résolus, vous pouvez retirer ce bandeau et améliorer la mise en forme d'un autre article.
L'obstétrique (du latin obstetrix, dérivé de obstare, « être debout devant » car la sage-femme se tient devant la parturiente pour recevoir l'enfant) est une spécialité médico-chirurgicale qui a pour objet l'étude et la prise en charge de la grossesse et de l'accouchement. La sage-femme et le médecin (obstétricien) en sont les principaux praticiens.
En raison de l'évolution de la technique, le fœtus peut être considéré comme un patient et la médecine fœtale est apparue comme une spécialité à part entière.
Elle doit ses lettres de noblesse à François Mauriceau, du XVIIe siècle. L'obstétricien est en effet confronté à la surveillance de deux « patients » : la femme enceinte et son (futur) enfant, et cette prise en charge nécessite une approche à la fois médicale, iconographique (échographies), psychologique, pédiatrique (en cas de dépistage d'une maladie fœtale). La chirurgie peut intervenir en période anténatale (électrocoagulation des anastomoses placentaires pour le syndrome transfuseur-transfusé des grossesses gémellaires mono choriales) ou lors de l'accouchement, dans les circonstances qui encadrent la naissance.

## Historique

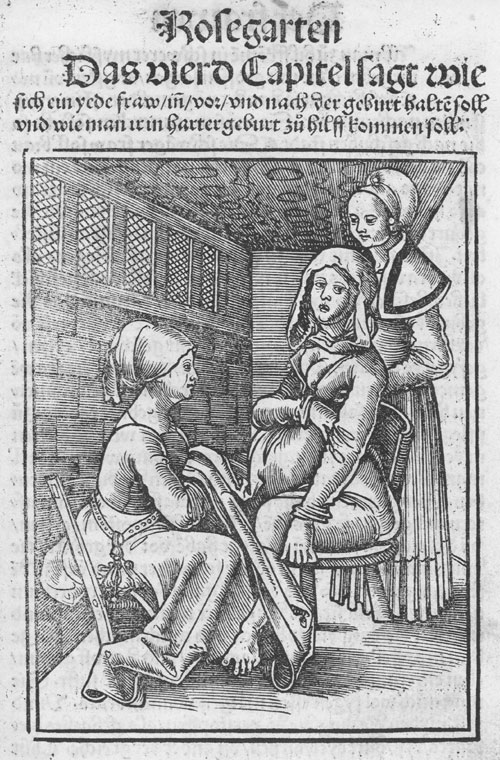
Une femme donnant naissance sur une chaise d'accouchement, Eucharius Rösslin, 1515. La parturiente, soutenue par une compagne, accouche à couvert. La sage-femme est assise sur un tabouret bas pour recevoir l'enfant.

## La grossesse
- Grossesse multifœtale
- Anomalies de la grossesse :
  - Grossesse extra-utérine (ectopique):
    - grossesse tubaire (trompe utérine)
    - grossesse ectopique angulaire ou interstitielle
    - grossesse ovarienne
    - grossesse cervicale
    - Il existe d'autres localisations très rares (sur cicatrice de césarienne, abdominale).

  - Grossesse môlaire (maladies trophoblastiques)
- Grossesse pathologique, en particulier lorsque la grossesse est associée à une maladie de la mère et que l'interaction des deux phénomènes est susceptible d'être délétère pour la future mère ou pour le nouveau-né à naître.

## Surveillance prénatale
Au Québec, il est recommandé d'avoir des consultations régulières afin de suivre le déroulement d’une grossesse, de détecter d'éventuels problèmes et de poser des questions aux intervenants médicaux. La fréquence des consultations peut varier. Par exemple, s’il y a un problème de santé spécifique, il est suggéré d'avoir des consultations plus fréquentes et plus rapprochées.
Lors des visites prénatales, le médecin ou la sage-femme recueilleront des informations précieuses comme:
1. la prise de la tension artérielle et une analyse d'urine pour la détection de la pré-éclampsie (association d'une hypertension artérielle et d'une protéinurie > 0,30 g/24h);
2. la hauteur utérine pour détecter soit un retard de croissance intra-utérin RCIU (fœtus <3e percentile pour l'âge gestationnel) ou un oligoamnios pour une faible hauteur utérine, soit une macrosomie ou un hydramnios pour une hauteur utérine trop grande;
3. la présentation fœtale par la palpation de l'abdomen, en fin de grossesse : le fœtus peut se présenter par les fesses (présentation par le siège), de côté (présentation transverse) ou obliquement (présentation oblique);
4. le toucher vaginal à la recherche d'une dilatation ou d'un effacement prématuré du col (le col doit être long, postérieur, fermé et tonique).

Lors des échographies, le médecin ou la sage-femme détailleront:
1. les annexes : localisation du placenta (placenta praevia : le placenta est situé proche du col utérin et est donc susceptible d'obstruer ce dernier lors de l'accouchement), quantité de liquide amniotique
2. le fœtus : nombre, présentation, morphologie fœtale

En France, 7 consultations prénatales (examens médicaux) sont obligatoires pour le suivi de la grossesse et 3 échographies facultatives. S'il existe des facteurs de risque ou s'il s'agit d'une grossesse à haut risque, d'autres examens ou échographies seront proposés.

### Échographie
Lors d’une grossesse, la mère enceinte doit faire une échographie permenttant de déterminer, entre autres, l’âge de la grossesse ainsi que la date prévue de l’accouchement. Cela permet aussi de vérifier la taille du bébé par rapport à son âge, d’observer la majorité des organes (cœur, foie, estomac, vessie, cerveau, etc.) et les membres du bébé, afin de voir s’ils sont tous en bonne santé.

### Violences conjugales durant la période prénatale
En 1985, une femme a étudié une population de 742 femmes enceintes, pour étudier la fréquence des violences conjugales lors d’une grossesse. Selon les 742 femmes qu’elle a utilisées pour effectuer ses recherches, 10,9% des femmes (81/742) ont affirmé d’avoir subi de la violence physique à un moment donné de leur vie et 3,9% des femmes ont affirmé d’avoir subi de la violence physique durant leur grossesse.

### Accouchement provoqué
L'obstétricien peut recommander de provoquer l'accouchement, quel que soit le terme de la grossesse s'il estime que sa continuation serait plus dangereuse pour la mère, pour l'enfant, ou pour les deux. Il peut y être amené dans le cadre
1. d'une pré-éclampsie ;
2. d'un diabète gestationnel déséquilibré ou associé à une macrosomie;
3. d'un retard de croissance intra-utérin;
4. une rupture prématurée des membranes.

Un spécialiste peut provoquer un accouchement à n'importe quel moment après 24 semaines de gestation si les risques pour le fœtus ou pour la mère sont plus élevés que le risque de mettre au monde un fœtus dont les poumons ne sont pas encore entièrement formés. Quand la gestation n'a pas encore atteint 32 semaines (ou 34 Semaines d'Aménorrhée), la mère bénéficiera d'une cure de corticoïdes pour améliorer la maturation pulmonaire du fœtus.
À partir du terme, la mère et le fœtus seront surveillés toutes les 48 heures dans le cadre d'une grossesse prolongée puis l'accouchement sera déclenché à maximum 42 SA.
L'accouchement peut être provoqué par trois méthodes :
1. médicamenteuses : gel ou tampon de prostaglandines E2 ; perfusion d'ocytocine
2. mécanique: sonde de Foley ou sonde à double ballonnet
3. rupture artificielle des membranes.

### L'accouchement
L'accouchement est l'ensemble des phénomènes qui ont pour conséquence la sortie du fœtus et des annexes fœtales en dehors des voies génitales maternelles.
- Effacement et dilatation du col
- Expulsion
- Délivrance

Suivant les pays et les traditions, l'accouchement peut être pratiqué par une sage-femme ou un médecin. La présence directe auprès de la parturiente d'un obstétricien n'est en aucun cas indispensable dans les conditions optimales. Par contre, ce dernier doit pouvoir intervenir rapidement en cas de situation pathologique (application de forceps ou de ventouse, césarienne).

### Urgences en obstétrique
Les deux cas d'urgence principaux sont l'éclampsie et la grossesse extra-utérine.
- On parle de grossesse extra-utérine GEU quand l'embryon est implanté en dehors de la cavité utérine, dans la trompe de Fallope ou (rarement) sur l'ovaire. Le diagnostic de grossesse extra utérine ou ectopique est le plus souvent fait au premier trimestre de grossesse. Les grossesses ectopiques sont dangereuses car elles peuvent entrainer une hémorragie interne par rupture de la paroi tubaire. La possibilité d'une grossesse extra-utérine doit être envisagée chez toute femme qui se plaint de douleurs abdominales et qui est en âge de procréer. Le diagnostic la révèle quand un test de grossesse sanguin positif s'accompagne d'une vacuité utérine lors de l'échographie. Le traitement de la GEU est médical ou chirurgical selon plusieurs conditions (taux de HCG, dimensions de la masse annexielle, antécédents personnels). Si le traitement est chirurgical, il se fait par laparoscopie, une salpingotomie (ouverture de la trompe et aspiration de la grossesse) ou une salpingectomie (ablation de la trompe) est réalisée selon les conditions opératoires.
- La pré-éclampsie est une maladie causée par des toxines encore mal connues et sécrétées par le placenta. Ces toxines agissent sur l'endothélium vasculaire provoquant une hypertension artérielle et une protéinurie. Elle est soit modérée soit sévère (signes cliniques maternels :maux de tête et troubles visuels annonçant l'éclampsie, douleur épigastrique) et peut évoluer vers une crise d'éclampsie (crise convulsive généralisée) souvent fatale pour la mère et son fœtus. Le seul traitement de la prééclampsie ou l'éclampsie est la délivrance du placenta soit par césarienne, soit par accouchement provoqué. En cas d'éclampsie, une césarienne sera réalisée en extrême urgence quel que soit le terme de la grossesse. Le sulfate de magnésium permet de stabiliser temporairement l'état de la femme.

## Citations
« L'obstétrique traditionnelle consiste à surveiller un phénomène physiologique en se tenant prêt à intervenir à tous les instants. L'obstétrique moderne consiste à perturber ledit phénomène de telle sorte que l'intervention devienne indispensable à l'heure exacte où le personnel est disponible. C'est beaucoup plus difficile. »
— Professeur Malinas (gynécologue-obstétricien), Le Dauphiné Libéré, 8 mai 1994